# Association Suisse des Spécialités Pharmaceutiques Grand Public
Die Association Suisse des Spécialités Pharmaceutiques Grand Public (deutsch: Schweizerischer Fachverband für Selbstmedikation; italienisch Associazione Svizzera dell’Industria Farmaceutica per l’Automedicazione; englisch Association of the Swiss Selfmedication Industry), abgekürzt ASSGP, ist der Dachverband der schweizerischen Hersteller von Arzneimitteln für die Selbstmedikation. Er vertritt die Interessen von Unternehmen, die rezeptfreie Arzneimittel, Medizin- und Gesundheitsprodukte herstellen oder vertreiben.
Die ASSGP wurde 1969 gegründet und hat ihren Sitz seit 1997 in Bern. ASSGP ist Mitglied bei Association Européenne des Spécialités Pharmaceutiques Grand Public (AESGP) und bei World Self-Medication Industry (WSMI).